# Macrobrachium pumilum
Macrobrachium pumilum är en kräftdjursart som beskrevs av Pereira 1986. Macrobrachium pumilum ingår i släktet Macrobrachium och familjen Palaemonidae. Inga underarter finns listade i Catalogue of Life.